# District électoral
Cet article court présente un sujet plus développé dans : circonscription électorale, circonscription électorale du Québec et district électoral du Québec.
Un district électoral correspond strictement, dans de nombreuses juridictions, à une circonscription électorale. Toutefois, au Québec, une distinction officielle existe depuis 2022 entre les deux concepts, ce qui signifie qu'un district électoral du Québec est distinct d'une circonscription électorale du Québec, bien qu'auparavant les deux concepts y étaient amalgamés.